# Contea di Currituck
La contea di Currituck, in inglese Currituck County, è una contea dello Stato della Carolina del Nord, negli Stati Uniti. La popolazione al censimento del 2000 era di 18 190 abitanti. Il capoluogo di contea è Currituck.

## Storia
La contea di Currituck fu costituita nel 1668.